# Region Südoststeiermark (Diözese Graz-Seckau)
Die Region Südoststeiermark ist eine von acht Regionen der Diözese Graz-Seckau. 2021 wurden die Dekanate aufgelöst und die Pfarren den neu entstandenen Seelsorgeräumen und Regionen zugeteilt.

## Seelsorgeraum Feldbach
| Pfarre/Seelsorgeeinheit                                         | Seit                                                         | Patrozinium                      | Kirchen, Seelsorgestellen | Bild                      |
| --------------------------------------------------------------- | ------------------------------------------------------------ | -------------------------------- | --- | ------------------------- |
| Hauptpfarre Riegersburg                                         | 1170 (genannt)                                               | Hl. Martin, 11. November         | Pfarrkirche Riegersburg Messkapelle hl. Magdalena in der "Hauptpfarre", Messkapelle hl. Nikolaus in der Feste Riegersburg, Kapelle hl. Andreas im Schloss Kornberg, Messkapelle Hlgst. Herz Jesu in Lödersdorf, Messkapelle hl. Maria in Winkelgraben, Messkapelle hl. Kreuz in Krennach, Messkapelle Maria Hilf in Oberkornbach | Pfarrkirche Riegersburg   |
| Krankenhausseelsorge LKH Feldbach-Fürstenfeld Standort Feldbach |                                                              |                                  | |                           |
| Breitenfeld an der Rittschein                                   | 1866 (errichtet, Lokalie 1782, Pfarrkirche erbaut 1681–1698) | Zum Heiland, Fronleichnam        | Pfarrkirche Breitenfeld an der Rittschein Filialkirche hl. Andreas in St. Kind | Pfarrkirche Breitenfeld   |
| Edelsbach                                                       | 1528 (als Vikariat, Pfarrkirche ursprünglich erbaut 1484)    | Hl. Jakobus der Ältere, 25. Juli | Pfarrkirche Edelsbach Dornhoferkapelle Hlgst. Herz Jesu (Messkapelle), Kapelle Vierzehn Nothelfer in Paurach, Heiligen-Kreuz-Kapelle in Wetzelsdorf (Messkapelle) | Pfarrkirche Edelsbach     |
| Eichkögl                                                        | 1926 (errichtet, Pfarrkirche erbaut 1883–1890)               | Mariä Heimsuchung, 2. Juli       | Pfarrkirche Eichkögl (Klein Mariazell) Prof. Strackersche Gruftkapelle hl. Lukas (Messkapelle) | Pfarrkirche Eichkögl      |
| Fehring                                                         | 1305 (genannt)                                               | Hl. Josef, 19. März              | Pfarrkirche Fehring Benefizium Hl. Johannes der Täufer Pertlstein Messkapelle Maria Loreto im Schloss Hohenbrugg, Messkapelle hl. Florian in Schiefer, Messkapelle Hlgst. Dreifaltigkeit in Schlittenau, Kapelle hl. Josef in Petersdorf, Kapelle hll. Sebastian und Fabian in Petzelsdorf, Kapelle hl. Maria in Pertlstein | Pfarrkirche Pertlstein    |
| Feldbach                                                        | 1232 (als Vikariat, Pfarrkirche genannt 1188)                | Hl. Leonhard, 6. November        | Stadtpfarrkirche Feldbach Klosterkirche Maria von der immerwährenden Hilfe, Messkapelle Unbefleckte Empfängnis im Krankenhaus, Messkapelle Maria von der immerwährenden Hilfe in Gossendorf, Messkapelle Herz Jesu in Mühldorf, Messkapelle hl. Maria in Raabau, Messkapelle Gekreuzigter Heiland im Schloss Hainfeld, Messkapelle hl. Josef in Schützing, Messkapelle hl. Kreuz in Unterweißenbach, Messkapelle Hlgst. Dreifaltigkeit in Oberweißenbach, Messkapelle hl. Kreuz in Obergiem, Messkapelle hl. Kreuz in Leitersdorf, Messkapelle hl. Petrus in Petersdorf, Messkapelle hll. Vitus und Notburga in Oedt, Messkapelle hl. Maria Goretti in Reiting | Stadtpfarrkirche Feldbach |
| Hatzendorf                                                      | um 1633 (Pfarrkirche genannt 1422)                           | Hll. Petrus und Paulus, 29. Juni | Pfarrkirche Hatzendorf Filialkirche Maria, Hilfe der Christen, im Schloss Johnsdorf, Messkapelle hl. Familie in Weinberg an der Raab | Pfarrkirche Hatzendorf    |
| Kirchberg an der Raab                                           | 1381 (errichtet, Pfarrkirche genannt 1265)                   | Hl. Florian, 4. Mai              | Pfarrkirche Kirchberg an der Raab Messkapelle hl. Maria, Hilfe der Christen, in Berndorf, Marienkapelle in Wörth (Messkapelle), Kapelle in Oberdorfberg, Kapelle in Radersdorf | Pfarrkirche Kirchberg     |
| Paldau                                                          | um 1400 (errichtet)                                          | Hl. Vitus, 15. Juni              | Pfarrkirche Paldau Filialkirche Kirche St. Sebastian am Saazkogel, Trummerkapelle zur Allerhlgst. Dreifaltigkeit in Kohlberg-Baumgarten | Pfarrkirche Paldau        |
| Unterlamm                                                       | 1920 (errichtet, Pfarrkirche erbaut 1907–1910)               | Hl. Heinrich, 13. Juli           | Pfarrkirche Unterlamm Kapelle Magland, Messkapelle hl. Mutter Anna in Haselbach, Messkapelle hl. Notburga in Frauenberg | Pfarrkirche Unterlamm     |

## Seelsorgeraum Sonnenland–Südost
| Pfarre/Seelsorgeeinheit                                         | Patrozinium                                                                 | Kirchengebäude                                                | Bild |                         |
| --------------------------------------------------------------- | --------------------------------------------------------------------------- | ------------------------------------------------------------- | --- | ----------------------- |
| Hauptpfarre Straden                                             | Mariä Himmelfahrt                                                           | Pfarrkirche Straden                                           | Pfarrkirche Straden |                         |
| Krankenhausseelsorge LKH Südsteiermark Standort Bad Radkersburg |                                                                             |                                                               | |                         |
| Bad Radkersburg                                                 | Hl. Johannes der Täufer                                                     | Stadtpfarrkirche Bad Radkersburg Frauenkirche Bad Radkersburg | Stadtpfarrkirche Bad Radkersburg |                         |
| Deutsch Goritz                                                  | Unbefleckte Empfängnis                                                      | Pfarrkirche Deutsch Goritz                                    | Pfarrkirche Deutsch Goritz |                         |
| Halbenrain                                                      | Hl. Nikolaus                                                                | Pfarrkirche Halbenrain                                        | Pfarrkirche Halbenrain |                         |
| Kapfenstein                                                     | 1892 (errichtet, Lokalie 1779, Pfarrkirche genannt 1628 als Schlosskapelle) | Hl. Nikolaus, 6. Dezember                                     | Pfarrkirche Kapfenstein Herz-Christi-Kapelle beim Schloss Kapfenstein (Messkapelle), Messkapelle hl. Johannes der Täufer in Neustift                                                               | Pfarrkirche Kapfenstein |
| Klöch                                                           | Hl. Georg                                                                   | Pfarrkirche Klöch                                             | Pfarrkirche Klöch |                         |
| Mureck                                                          | Hl. Bartholomäus                                                            | Pfarrkirche Mureck                                            | Pfarrkirche Mureck |                         |
| Sankt Anna am Aigen                                             | 1788 (errichtet, Pfarrkirche genannt 1545)                                  | Hl. Anna, 26. Juli                                            | Pfarrkirche Sankt Anna am Aigen Messkapelle Mariä Heimsuchung in Frutten, Messkapelle Maria Lourdes in Jammberg, Tramerkreuzkapelle, Kapelle in Hochstraden, Kapelle in Woboth, Kapelle in Sichauf | Pfarrkirche Sankt Anna  |
| Tieschen                                                        | Hlgst. Dreifaltigkeit                                                       | Pfarrkirche Tieschen                                          | Pfarrkirche Tieschen |                         |

## Seelsorgeraum Südoststeirisches Hügelland
| Pfarre                    | Seit                                         | Patrozinium                         | Kirchen, Seelsorgestellen | Bild                         |
| ------------------------- | -------------------------------------------- | ----------------------------------- | --- | ---------------------------- |
| Bad Gleichenberg          | 1940 (errichtet, Pfarrkirche erbaut 1841/45) | Hl. Matthias, 24. Februar           | Pfarrkirche Bad Gleichenberg Waldkapelle Maria Loreto, Messkapelle Hlgst. Dreifaltigkeit in Bairisch Kölldorf, Messkapelle Schmerzhafte Mutter in der Sulz (Lindenkapelle), Friedhofskapelle Hl. Kreuz (Messkapelle), Messkapelle Hl. Erlöser in der Sonderheilanstalt der Versicherungsanstalt der Bauern, Messkapelle Mariä Heimsuchung in Dorf Gleichenberg | Pfarrkirche Bad Gleichenberg |
| Bierbaum am Auersbach     |                                              | Hlgst. Dreifaltigkeit               | Pfarrkirche Bierbaum am Auersbach | Pfarrkirche Bierbaum         |
| Gnas                      | 1365 (genannt, Pfarrkirche genannt 1229)     | Maria, Königin der Engel, 2. August | Pfarrkirche Gnas Messkapelle Christus am Kreuze am Kalvarienberg, Messkapelle Maria Hilf in Ebersdorf, Messkapelle Maria Christkönigsmutter in Glatzental, Messkapelle Hlgst. Herz Jesu in Glatzental, Messkapelle Rosenkranzkönigin in Grabersdorf, Messkapelle Himmelskönigin in Kohlberg, Messkapelle Schmerzhafte Mutter von der immerwährenden Hilfe in Wörth, Messkapelle Gekreuzigter Erlöser in Obergnas, Messkapelle Schmerzhafte Mutter in Maierdorf, Messkapelle hl. Anna in Thien, Messkapelle Maria von der immerwährenden Hilfe in Radisch, Messkapelle Maria Heimsuchung in Perlsdorf, Messkapelle Hlgst. Dreifaltigkeit in Poppendorf, Messkapelle Maria, Mutter der Kirche, in Katzendorf, Haas-Kapelle Schmerzhafte Mutter in Perlsdorf (Messkapelle), Messkapelle hl. Johannes der Täufer in Raning, Messkapelle Maria in den Dornen in Unterauersbach, Messkapelle hl. Vitus in Fischa | Pfarrkirche Gnas             |
| Jagerberg                 |                                              | Hl. Andreas                         | Pfarrkirche Jagerberg | Pfarrkirche Jagerberg        |
| Kirchberg an der Raab     | 1381 (errichtet, Pfarrkirche genannt 1265)   | Hl. Florian, 4. Mai                 | Pfarrkirche Kirchberg an der Raab Messkapelle hl. Maria, Hilfe der Christen, in Berndorf, Marienkapelle in Wörth (Messkapelle), Kapelle in Oberdorfberg, Kapelle in Radersdorf | Pfarrkirche Kirchberg        |
| Mettersdorf am Saßbach    |                                              | Hlgst. Herz Jesu                    | Pfarrkirche Mettersdorf | Pfarrkirche Mettersdorf      |
| Sankt Peter am Ottersbach |                                              | Hll. Petrus und Paulus              | Pfarrkirche Sankt Peter | Pfarrkirche St. Peter        |
| Sankt Stefan im Rosental  |                                              | Hl. Stefan                          | Pfarrkirche St. Stefan im Rosental | Pfarrkirche St. Stefan       |
| Trautmannsdorf            | 1404 (genannt)                               | Hl. Michael, 29. September          | Pfarrkirche Trautmannsdorf Messkapelle Mariä Himmelfahrt in Wilhelmsdorf, Messkapelle Maria Hilf in Merkendorf, Messkapelle Maria Hilf in Haag, Messkapelle Maria Hilf in Hofstätten, Christkönigskapelle in Waldsberg (Messkapelle) | Pfarrkirche Trautmannsdorf   |
| Wolfsberg im Schwarzautal |                                              | Hl. Dionysius                       | Pfarrkirche Wolfsberg im Schwarzautal | Pfarrkirche Wolfsberg        |